# Praza da Quintana
La praza da Quintana és una plaça simbòlica del centre de la ciutat de Santiago de Compostel·la, formada per la confluència de la façana sud de la catedral de Santiago, la Casa da Parra, el convent de San Paio de Antealtares i la Casa da Conga.
Està dividida per unes escalinates, que separen l'anomenada Quintana de Vivos, al nivell superior, de la Quintana de Mortos. Es va construir en el segle XVI després de la decisió del consistori de convertir el cementiri medieval de la Quintana de Mortos en plaça pública, cap al 1611, pel mestre Francisco Fernández de Araújo i per encàrrec amb el canonge de la catedral José Vega y Verdugo. En les mateixes obres es va aprofitar per tancar la façana oriental de la catedral amb un mur, a mode de pantalla, que cobria la capçalera i les capelles absidials.
És molt utilitzada en esdeveniments públics de caràcter reivindicatiu o lúdic, especialment grans concerts populars.